# Lamitan
Lamitan là một đô thị (Filipino: Bayan ng Lamitan) ở tỉnh Basilan, Philippines. Theo điều tra dân số năm 2000, đô thị này có dân số 58,709 người trong 11,586 hộ.

## Các đơn vị hành chính
Lamitan, về mặt hành chính, được chia thành 45 khu phố (barangay).
| - Arco - Ba-as - Baimbing - Balagtasan - Balas - Balobo - Bato - Boheyakan - Buahan - Boheibu - Bohesapa - Bulingan - Cabobo - Campo Uno - Colonia | - Calugusan - Kulay Bato - Limo-ok - Lo-ok - Lumuton - Luksumbang - Malo-ong Canal - Malo-ong San Jose - Parangbasak - Santa Clara - Tandong Ahas - Tumakid - Ubit - Bohebessey - Baungos | - Danit-Puntocan - Sabong - Sengal - Ulame - Bohenange - Boheyawas - Bulanting - Lebbuh - Maganda - Malakaseduc - Maligaya - Malinis (Pob.) - Matatag - Matibay - Simbangon |